# Deunte Heath
Deunte Raymon Heath (né le 8 août 1985 à Atlanta, Géorgie, États-Unis) est un lanceur droitier des Ligues majeures de baseball qui a joué avec les White Sox de Chicago entre 2012 et 2013.

## Carrière
Alors qu'il joue au collège, Deunte Heath est drafté trois fois par une équipe du baseball majeur sans signer de contrat avec un club. Les Mets de New York (27e ronde en 2003), les Rays de Tampa Bay (25e ronde en 2004) et les Angels de Los Angeles (23e ronde en 2005) le choisissent tour à tour, mais Heath choisit plutôt de s'engager avec l'Université du Tennessee. En 2006, il est réclamé au 19e tour de sélection par les Braves d'Atlanta, l'équipe de sa ville natale, et il commence sa carrière en ligues mineures avec un club-école de la franchise en 2007.
Le 25 mars 2010, Heath est accusé en Floride pour avoir présumément répondu à une annonce en ligne offrant des services sexuels et proposé de payer 75 dollars pour l'acte. Il est suspendu par son équipe puis libéré par les Braves le 8 avril. Heath signe un contrat avec les White Sox de Chicago le 22 avril suivant.
Deunte Heath atteint le baseball majeur à l'âge de 27 ans le 1er septembre 2012 alors qu'il lance en relève pour les White Sox.